# Johnny Marr
John Martin Marr (nascido Maher, Manchester, 31 de outubro de 1963), mais conhecido pelo nome artístico de Johnny Marr, é um músico, compositor e cantor inglês. Ele fundou em 1982, junto com Morrissey, a banda de rock britânica The Smiths, na qual era o guitarrista e co-compositor. Desde então, ele se apresentou com várias outras bandas e segue uma carreira solo.
Nascido em Manchester, filho de pais irlandeses, Marr formou sua primeira banda aos 13 anos. Ele fez parte de várias bandas com Andy Rourke antes de formar os Smiths com Morrissey em 1982. Os Smiths alcançaram sucesso comercial e foram aclamados pela crítica, com o estilo de guitarra jangle pop de Marr se tornando uma parte distinta do som da banda. O grupo se separou em 1987 devido a diferenças pessoais entre Marr e Morrissey.
Johnny Marr foi considerado o 51º melhor guitarrista de todos os tempos pela revista norte-americana Rolling Stone. Possui uma carreira solo com três discos lançados, o terceiro e mais recente Call the Comet foi lançado em 15 junho de 2018.

## Biografia
Marr, filho dos imigrantes Irlandeses John Joseph Maher e Frances Patricia Doyle, se notabilizou como um dos mais importantes guitarristas dos anos 80, ele foi o responsável por todas as harmonias da banda, porquanto Morrissey se encarregava das letras.
Recentemente Marr tornou-se membro das bandas Modest Mouse e The Cribs.
Numa pesquisa feita pela fabricante de guitarras Gibson que elegeu os 50 maiores guitarristas de todos os tempos, Marr ocupou a 21ª posição, superando guitarristas como Slash e David Gilmour.

## Discografia

### Carreira solo
- The Messenger (2013)
- Playland (2014)
- Call the Comet (2018)

### Com The Smiths
- The Smiths (1984)
- Hatful of Hollow (1984)
- Meat Is Murder (1985)
- The Queen Is Dead (1986)
- The World Won't Listen (1987)
- Louder Than Bombs (1987)
- Strangeways, Here We Come (1987)
- Rank (1988)

### Como membros de outras bandas
The The
- Mind Bomb (1989)
- Dusk (1992)

Electronic
- Electronic (1991)
- Raise the Pressure (1996)
- Twisted Tenderness (1999)

Johnny Marr and the Healers
- Boomslang (2003)

Modest Mouse
- We Were Dead Before the Ship Even Sank (2007)
- No One's First and You're Next (2009)

The Cribs
- Ignore the Ignorant (2009)

7 Worlds Collide
- 7 Worlds Collide (2001)
- The Sun Came Out (2009)

### Como produtor

#### Marion
- The Program (1998)

#### Haven
- Between the Senses' (2002)